# Ratpenat llistat de Guadalupe
El ratpenat llistat de Guadalupe (Chiroderma improvisum) és una espècie de ratpenat de la família dels fil·lostòmids. Viu a Guadalupe i l'Illa de Montserrat. El seu hàbitat natural és a camp obert al costat del bosc de galeria, sobre corrents, i sota el bosc de galeria. Les amenaces significatives per a la supervivència d'aquesta espècie són la pèrdua de l'hàbitat, huracans i les erupcions volcàniques de Mt. Serrat. L'Huracà Hugo destruí un 90% de la població d'aquest ratpenat el 1989.